# Augy, Yonne
Augy là một xã của Pháp,tọa lạc ở tỉnh Yonne trong vùng Bourgogne.

## Hành chính
| Danh sách các thị trưởng               |                  |                      |                |         |
| Giai đoạn                              | Giai đoạn        | Tên                  | Đảng           | Tư cách |
|                                        | tháng 3 năm 2001 | Bernard IMBERT       | PS             | Maire   |
| mars 1994                              | tháng 3 năm 2001 | Dominique DHERISSARD | PS             | Maire   |
| tháng 3 năm 2001                       | mars 2008        | Dominique DHERISSARD | PS             | Maire   |
| mars 2008                              |                  | Nicolas BRIOLLAND    | Sans étiquette | Maire   |
| Tất cả các dữ liệu trước đây không rõ. |                  |                      |                |         |

## Thông tin nhân khẩu
| Năm | 1962 | 1968 | 1975 | 1982 | 1990 | 1999 |
| --- | ---- | ---- | ---- | ---- | ---- | ---- |
| Dân số | 548  | 842  | 866  | 850  | 952  | 1066 |
| From the year 1962 on: No double counting—residents of multiple communes (e.g. students and military personnel) are counted only once. |      |      |      |      |      |      |